# Państwowy Instytut Języka Rosyjskiego im. A.S. Puszkina

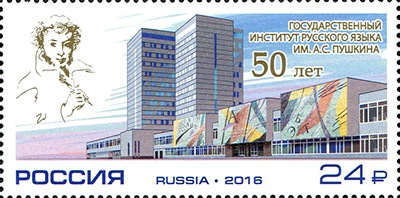
Znaczek pocztowy z motywem Instytutu

Państwowy Instytut Języka Rosyjskiego im. A.S. Puszkina (ros. Государственный институт русского языка имени А.С.Пушкина) – jedna z największych uczelni językowych w Rosji.

## Historia
Instytut Języka Rosyjskiego im. Puszkina powołany został przez Radę Ministrów ZSRR 23 sierpnia 1973 w oparciu o funkcjonujące na Uniwersytecie Moskiewskim od 1966 Naukowo-Metodyczne Centrum Języka Rosyjskiego.
Przez ponad 35 lat istnienia Instytut stał się głównym centrum nauczania spraw zagranicznych Rosji i nauk o rosyjskim społeczeństwie. Prowadzi także badania w zakresie języka rosyjskiego. Instytut wykształcił do dziś ponad 100 000 cudzoziemców z 91 krajów świata. Obecnie Instytut zatrudnia ponad 160 nauczycieli.

## Siedziba
Od 1981 Instytut mieści się w nowym, specjalnie dla niego zbudowanym kompleksie budynków, na południowym zachodzie Moskwy przy ul. Akademika Wołgina 6 (ул. Академика Волгина).
W okresie PRL instytut utrzymywał swoje przedstawicielstwo w Polsce, z siedzibą w Warszawie w budynku Domu Bankowego Wilhelma Landaua z 1906 przy ul. Senatorskiej 38 (-1990).